# Günther Walter

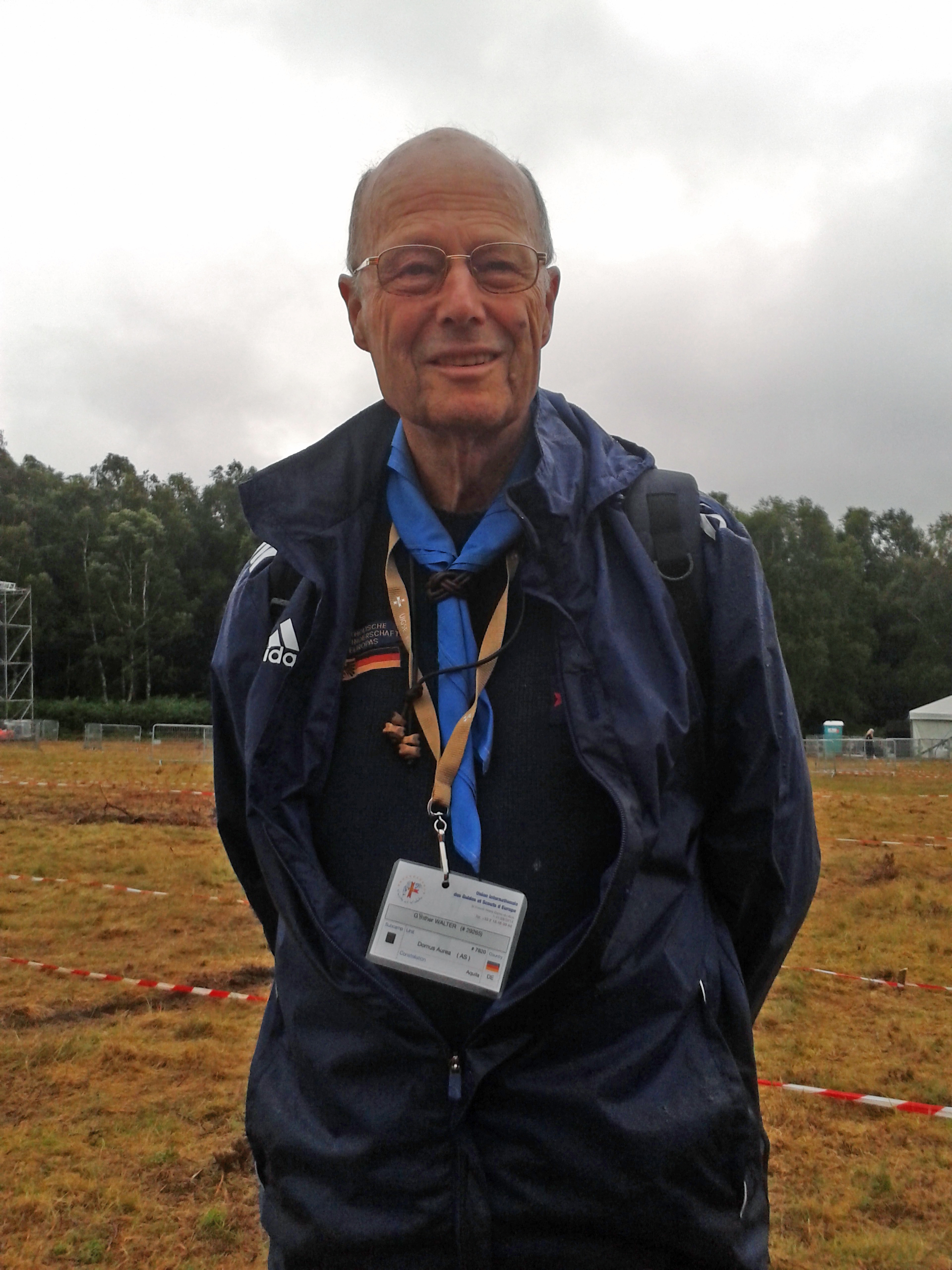
Günther Walter, ein Gründer der KPE, Bundesfeldmeister von 1976 bis 2005 und Verfasser mehrerer KPE-Schriften

Günther Walter (* 1934) ist ein deutscher Pfadfinder. Er ist gemeinsam mit Andreas Hönisch Gründer der Katholischen Pfadfinderschaft Europas in Deutschland und Österreich.

## Leben
Günther Walter stieß mit zwölf Jahren im Jahr 1946 in Salzburg zu den „Pfadfindern Österreichs“ und wurde später dort Feldmeister. 1954 legte er in Deutschland im September das Ritterversprechen der Deutschen Pfadfinderschaft St. Georg (DPSG) in der Kirche St. Leonhard in Frankfurt ab. Später erwarb er das Woodbadge und arbeitete im Diözesanverband des Bistums Mainz mit.

### Mitbegründer der Katholischen Pfadfinderschaft Europas (KPE)
Am 15. Februar 1976 gründete Walter gemeinsam mit Pater Andreas Hönisch in Fortbach bei Gießen die Katholische Pfadfinderschaft Europas (KPE). Hier fanden sich vor allem Personen zusammen, die mit den programmatischen Neuerungen innerhalb der Deutschen Pfadfinderschaft Sankt Georg in den 1970er-Jahren nicht einverstanden waren.
Die von Günther Walter mitbegründete KPE wird in der Fachliteratur als elitäre Gruppe dargestellt, die die katholische Kirche auf einen extrem konservativen Kurs zurückführen will. Sie positioniert sich gegen die Lockerungen des Zweiten Vatikanischen Konzils. Nach Ansicht der KPE leide die Kirche wie die gesamte abendländische Welt an einem moralischen Niedergang. Als Strafe drohe die Apokalypse.

### Christlicher Fundamentalismus
Die KPE geriet immer wieder in den Verdacht, fundamentalistische und sektenartige Strukturen aufzuweisen.
Die Wochenzeitung Junge Freiheit gibt an, die Gründung der KPE durch Günther Walter und Andreas Hönisch habe vor allem einen Grund gehabt: „die Abneigung gegen den Geist von 1968, der aus ihrer Sicht auch in katholischen Jugendverbänden zu ‚faulen‘ Kompromissen mit dem Zeitgeist geführt hatte“. Unter anderem störte sie die – etwa zeitgleich mit der Studentenbewegung – eingeführte Koedukation, also die gemeinsame Erziehung von Jungen und Mädchen, sowie reformerische und emanzipatorische Strömungen. Politikwissenschaftler ordnen die Junge Freiheit einem „Grenzbereich zwischen Konservatismus und Rechtsextremismus“ zu und bezeichnen sie als „Sprachrohr der Neuen Rechten“.
Kinder und Jugendliche in der KPE werden bis heute in separierten Mädchen- und Jungengruppen geführt. Walter vertritt die Auffassung, dass es am Wichtigsten sei, dass jeder in der KPE „seinen Lebenskompass ausrichtet und immer wieder neu ausrichtet, auf Jesus Christus und seine Hl. Mutter“. Die Meute sei für die Wölflinge ein Ort, wo sie Jesus als ihren besten Freund kennenlernen können. Die Wölflingsmeute sei für die Kinder wie eine zweite Familie. Im Grundsatzprogramm der Katholischen Pfadfinderschaft Europas steht, der Mensch sei geschaffen, Gott in Gebet und tätiger Liebe zu loben, ihm Ehrfurcht zu erweisen und zu dienen, um damit zum Aufbau des Reiches Gottes beizutragen. Ziel sei die „Erziehung zu christlichen Persönlichkeiten“. Die KPE stellt sich – laut ihrem Selbstverständnis – unter den besonderen Schutz der Gottesmutter und weiht sich ihr. Die Katholische Pfadfinderschaft Europas gibt in ihrem Unterstützertext für die Mission Manifest an, das Ziel zu haben, dass „Mission Priorität Nummer 1 wird“.
Der Priester Paul Hüster, Leiter der Arbeitsstelle für Jugendseelsorge der Deutschen Bischofskonferenz, warf der KPE und den SJM im Jahr 2000 „Merkmale einer Sekte“ vor.
In Schriften fanden sich vereinzelt antisemitische Äußerungen. Ferner empfiehlt die KPE ihren Anhängern, wegzuschauen und ein Stoßgebet zu sprechen, sofern sie mit Aufklärungsmaterial in Berührung kommen. Der Mitbegründer der KPE Pater Andreas Hönisch gilt als ultrarechts. Die KPE propagiert das Führerprinzip.
2008 besuchte Walther das Kinderdorf Riaumont.

### Bezug auf rechtsgerichtete Quellen
Im Herbst 2003 verwies Günther Walter – zu diesem Zeitpunkt Bundesfeldmeister der KPE – in einem Artikel auf das im Hohenrain-Verlag erschienene antisemitische Buch Die Frankfurter Schule und ihre zersetzenden Auswirkungen des NPD-Politikers Rolf Kosiek.
Auch das ARD-Magazin Monitor berichtete 2004 darüber. Im Sommer 2004 distanzierte sich die Deutsche Bischofskonferenz laut Aussage der ARD-Sendung Monitor von der KPE. Die Redaktion erhielt die Antwort, die KPE sei kein „offiziell anerkannter Jugendverband“.
Hans-Gerd Jaschke von der Hochschule für Wirtschaft und Recht Berlin erklärte in einer Monitorsendung 2004, in Publikationen der KPE Hinweise auf christlichen Fundamentalismus, völkischen Nationalismus und antisemitische Anspielungen gefunden zu haben. Er bezog sich dabei auf die KPE-Zeitschrift Pfadfinder Mariens, in der der Benediktiner Thomas Niggl, ein Mitglied des Engelwerkes, im Frühjahr 2003 als Gastautor zum Thema des demographischen Wandels behauptet hatte: „Man kann nicht daran zweifeln, dass das deutsche Volk in seinem biologisch-ethnischen Bestand und in seiner kulturellen religiösen Identität aufs Schwerste bedroht ist“. Jaschke erklärte dazu: „Man muss deutlich betonen, dass die beiden letzteren Teile […] deckungsgleich sind mit dem modernen Rechtradikalismus“. Im selben Artikel verbreitete Niggl Thesen der rechtsextremen Deutschen Studiengemeinschaft, die er als „wertvolle Anregungen“ lobte. In der Sendung äußerten sich auch vor- und damalige Mitglieder.
Im Jahr 2003 unterstützte der Weltenburger Altabt Thomas Niggl OSB die rechtsextreme Deutsche Studiengemeinschaft in einem Artikel der Quartalszeitschrift der Katholischen Pfadfinderschaft Europas (KPE), indem er sich die deutschlandpolitischen Thesen der DSG zu eigen machte und verbreitete. Die Deutsche Studiengemeinschaft (DSG) mit Sitz in Leonberg wurde im August 2000 von bekannten Rechtsextremisten gegründet.
Ende 2011 hatte die KPE zu den verschiedenen Vorwürfen Position bezogen. Ihre Bundesleitung distanzierte sich dabei offiziell von rechtsradikalem Gedankengut und Antisemitismus. In religiösen Fragen lehne man Sonderlehren, die von der allgemeinen Lehre der Kirche abweichen, für sie grundsätzlich ab, ebenso Druck und Zwang als pädagogische Methoden der Glaubensvermittlung. Verbindungen zum Engelwerk wurden bestritten. Der Vorwurf des Antisemitismus war zuvor in Wien gerichtlich bestätigt und vom deutschen Nachrichtenmagazin Der Spiegel zusammen mit der Einstufung der KPE als „fundamentalistisch“ erneut aufgegriffen worden.
Günther Walter erklärte am 7. März 2017 bezugnehmend auf seine Empfehlung des als rechtsextrem geltenden Buches, der Literaturhinweis auf den NPD-Politiker Rolf Kosiek sei durch seine Nachlässigkeit in den Text geraten. Er habe das Buch nur in Ausschnitten gelesen; das Kapitel Zur Geschichte der Frankfurter Schule enthalte seines Erachtens einige Seiten mit „interessanten Sachinformationen“; der Hintergrund des Autors sei ihm unbekannt gewesen. Der Artikel von Niggl sei 2003 wegen Zeitdrucks ohne inhaltliche Prüfung und in Unkenntnis der Deutschen Studiengemeinschaft vom Redaktionsteam übernommen worden. Walter entschuldige sich bei der KPE und den Lesern von Pfadfinder Mariens und distanziere sich ausdrücklich von rechtsextremem und antisemitischem Gedankengut.
Auf der im Herbst 2017 überarbeiteten Website kpe.de ist die Stellungnahme nicht mehr abrufbar. Im von Walter genannten Kapitel nahm Kosiek den mehrfach wegen Volksverhetzung vorbestraften Holocaustleugner Udo Walendy in Schutz und bezeichnete die seriöse Geschichtsforschung als „herrschende Umerziehungsmeinung“. Die Website der Deutschen Studiengemeinschaft, die Rolf Kosiek als Mitglied ihres Führungsgremiums auswies, war bereits im Jahr 2001 online; der seit 2002 im Internet abrufbare Verfassungsschutzbericht 2001 erwähnt das genannte Buch Kosieks unter „Rechtsextremistische Bestrebungen“. Walters Artikel, in dem Kosieks Buch empfohlen wird, kursierte weiter im Internet (Stand Juni 2021).

### Tätigkeit in der Union Internationale des Guides et Scouts d’Europe (UIGSE-FSE)
Günther Walter war Stellvertreter des Bundesfeldmeisters und Vizepräsident der Union Internationale des Guides et Scouts d’Europe (UIGSE-FSE). Diese beruft sich auf die ursprünglichen Ideen von Baden-Powell und lehnt große Teile der gesellschaftlichen Modernisierungen seit 1960 ab. Als Schwerpunkt der Arbeit bezeichnet die UIGSE die religiöse Bildung.
Die UIGSE befürwortet eine geschlechtsspezifische Erziehung und setzt auf die „differenzierte Erziehung von Mädchen und Jungen innerhalb der unterschiedlichen Gruppen als einen wesentlichen Punkt ihrer Pädagogik“.
Die UIGSE versteht sich als katholischer Verband, der aber in Ausnahmefällen auch Verbände anderer christlicher Konfessionen aufnimmt. So wurden in Bulgarien und Russland orthodoxe, in Rumänien katholische und orthodoxe Pfadfinderschaften aufgenommen. Eine Grundregel des Verbandes ist es, keine gemischt-konfessionellen Gruppen zu bilden, um Glaubenszweifel und -vermischung zu verhindern.

### Tätigkeit als Lehrer und Schuldirektor
Günther Walter war als Beamter im höheren Schuldienst im Lehramt als Oberstudiendirektor (OStD) tätig und 15 Jahre lang Schuldirektor des Heinrich-von-Gagern-Gymnasium in Frankfurt am Main. Am 28. August 1984 startete er in diesem Amt und wurde am 23. Juni 1999 verabschiedet.
Walter war Mitglied im Hessischen Philologenverband e.V., der Interessensvertretung der gymnasialen Lehrkräfte.